# Vrševnik
Vrševnik je potok, ki izvira med Stražo in Čepljami severno od naselja Brdo pri Lukovici. Izliva se v reko Radomljo, ta pa v Račo in v Kamniško Bistrico. 
Ker je poplavljal, so ga leta 1959 ob gradnji ceste Ljubljana - Celje regulirali in poglobili.